# Stål och Metall Arbetsgivareförbundet
Stål och Metall Arbetsgivareförbundet är ett arbetsgivarförbund för företag inom stål- och metallindustrin, belägen på Storgatan 19 i Stockholm. Stål och Metall Arbetsgivareförbundet (Stål och Metall) är ett arbetsgivarförbund med 140 medlemsföretag med 26 000 anställda. Gemensamt för företagen är tillverkning och förädling av stål- och metallprodukter. Förbundet bildades i början av 1900-talet under namnet Järnbruksförbundet. Det ingår i servicebolaget Industriarbetsgivarna, tillsammans med Gruvornas Arbetsgivareförbund (GAF), Skogsindustrierna Arbetsgivareförbundet, SVEMEK och Byggnadsämnesförbundet (BÄF), och är medlem i den övergripande arbetsgivarorganisationen Svenskt Näringsliv.